# سكوت ثورنتون
سكوت ثورنتون هو لاعب هوكي الجليد كندي، ولد في 9 يناير 1971 في لندن في كندا.

## وصلات خارجية
- سكوت ثورنتون على موقع دوري الهوكي الوطني (الإنجليزية)
- سكوت ثورنتون على موقع EliteProspects.com (الإنجليزية)
- سكوت ثورنتون على موقع HockeyDB.com (الإنجليزية)
- سكوت ثورنتون على موقع Hockey-Reference.com (الإنجليزية)